# Rima fàcil
La rima fàcil és un terme despectiu que s'aplica a la rima basada en terminacions gramaticals. Per exemple, és senzill en català fer rimar dos versos usant el mateix temps del verb, o adverbis en -ment. La sensació que provoquen en el lector és d'estranyesa. La rima fàcil és un recurs conscient de l'autor, per provocar un efecte d'atenció en el receptor, per manca d'una altra paraula que s'escaigui en el vers o per remarcar una acció o situació. És també pròpia de les composicions escolars.